# Hecatera rossica
Hecatera rossica là một loài bướm đêm trong họ Noctuidae.